# Medaille für treue Dienste in der zivilen Luftfahrt

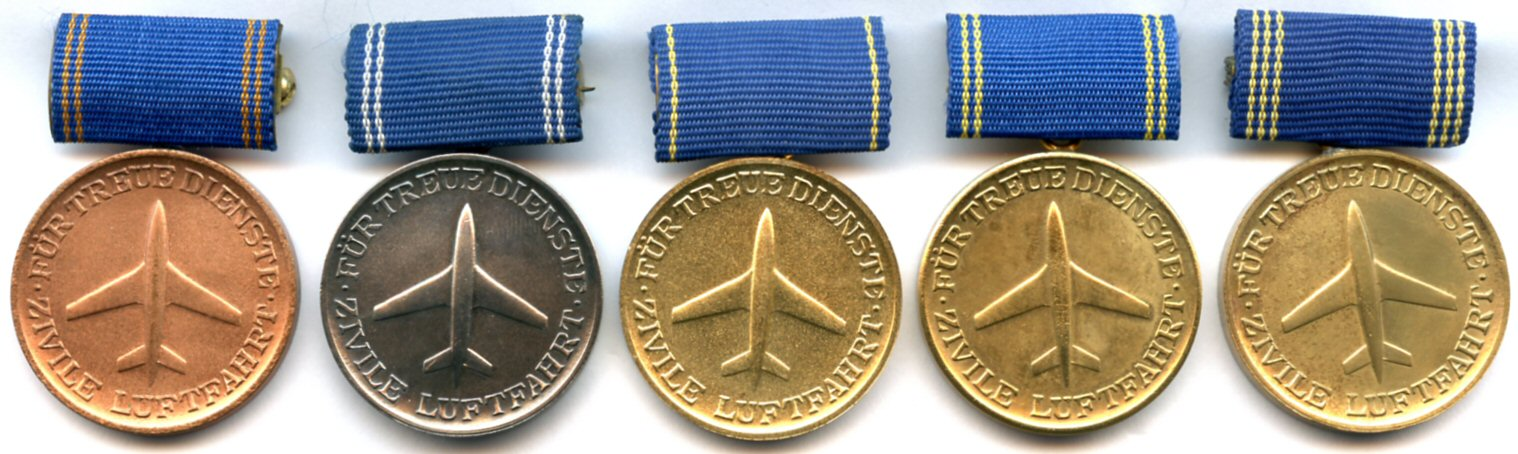

Die Medaille für treue Dienste in der zivilen Luftfahrt war eine staatliche Auszeichnung  der Deutschen Demokratischen Republik (DDR), welche in Form einer tragbaren Medaille verliehen wurde.

## Geschichte
Die Medaille wurde am 13. September 1962 in drei Stufen, Bronze, Silber oder Gold gestiftet und ab 1978 auf sechs Stufen mit einer Sonderstufe erweitert. Ihre Verleihung erfolgte nach einer bestimmten zurückgelegten Anzahl von Dienstjahren. Im Einzelnen hieß das:
- ab 1978
  - für 40-jährige Dienstzeit Ehrenspange zur Goldenen Medaille (Männer)
  - für 35-jährige Dienstzeit Ehrenspange zur Goldenen Medaille (Frauen)
  - für 30-jährige Dienstzeit in Gold Stufe III
  - für 20-jährige Dienstzeit in Gold Stufe II
  - für 15-jährige Dienstzeit in Gold Stufe I
  - für 10-jährige Dienstzeit in Silber und
  - für 5-jährige Dienstzeit in Bronze.

## Aussehen und Tragweise
Die bronzene, versilberte oder vergoldete Medaille mit einem Durchmesser von 30 mm zeigt auf ihrem Avers zeigt mittig den Umriss eines Flugzeuges von oben. Umschlossen wird dieses von der Umschrift: FÜR TREUE DIENSTE (oben) und ZIVILE LUFTFAHRT (unten), unterbrochen jeweils von einem Punkt. Das Revers der Medaille zeigt dagegen das Staatswappen der DDR. Getragen wurde die Medaille an einer rechteckigen blau bezogenen Spange jeweils in der höchsten Stufe. Entsprechend der verliehen Stufe sind 1,5 mm vom Saum entfernt links und rechts je ein 0,6 mm breite senkrechte Mittelstreifen eingewebt, die in Farbe der entsprechenden Stufe goldgelb, silbern oder bronzen gehalten sind. Drei Streifen in goldener Ausführung stehen somit für die Verleihung der Medaille in Gold, einer in bronze für die unterste Stufe. Die vergoldete Ehrenspange ist 50 mm breit und zeigt mittig ein rundes Mittelteil mit einem stilisierten Flugzeugumriss von oben. Ähnlich der Ehrenspange zur Medaille für treue Dienste bei der Deutschen Reichsbahn bestehen die Enden jeweils aus zwei kurzen Lorbeerzweigen zu je sechs Blättern mit Früchten, die links und rechts des Mittelteils nach außen zeigen. Üblicherweise wurde die Ehrenspange über der Goldenen Medaille angelegt.